# 나카야쿠노촌
나카야쿠노촌(일본어: 中夜久野村)은 교토부 아마타군에 있던 촌이다.

## 역사
- 1889년 4월 1일 - 정촌제 시행에 의해 5촌의 구역을 가지고 성립하였다.
- 1955년 4월 1일 - 시모야쿠노촌과 합병해, 야쿠노정이 성립, 동일 나카야쿠노촌은 페지되었다.

## 교통

### 철도
촌 지역에 일본국유철도 산인본선이 통과하지만, 역은 소재하지 않았다.

### 도로
- 국도 제9호선

## 참고문헌
- 角川日本地名大辞典 26 京都府